# Скиф (ракета)
«Скиф» — перспективная баллистическая ракета донного базирования. Разрабатывается конструкторским бюро «Рубин» (Петербург) и Государственным ракетным центром имени академика Макеева (Миасс) по заказу Минобороны.
Баллистическая глубоководная ракета «Скиф» способна находиться в режиме ожидания на морском или океанском дне до получения команды на пуск.

## Разработка
Работы по созданию новой ракеты начались в начале 1990-х годов. В начале 2013 года КБ «Рубин» и Центр им. Макеева завершили создание баллистической ракеты «Скиф», способной длительное время находиться в режиме ожидания на морском или океанском дне и по команде поражать наземные и морские цели.

### Испытания
Испытания прошли в конце июня 2013 года. 
21 ноября 2017 года глава комитета Совфеда по обороне и безопасности Виктор Бондарев заявил, что «ракеты донного базирования „Скиф“ входят в арсенал Вооруженных сил России».
Журналист «Новой газеты» Валерий Ширяев высказал мнение, что взрыв 8 августа 2019 года на военном полигоне вблизи села Нёнокса и посёлка Сопка (Архангельская область), в результате которого погибли учёные-испытатели, а в Северодвинске был зафиксирован краткосрочный скачок радиационного фона до 2 мкЗв/ч при обычном уровне 0,11 мкЗв/ч, произошёл в ходе испытаний баллистической ракеты донного базирования «Скиф», которой присвоен индекс ГРАУ: 

В мае 2013, задолго до начала войны в Донбассе и последовавшей за ней милитаристской истерики, ставшей привычным фоном наших медиа, «Известия» сообщили, что в Государственном ракетном центре имени Макеева работы над этой ракетой им подтвердили. В ноябре 2017 года, вскоре после увольнения в запас с должности Командующего воздушно-космическими силами России, доктор технических наук и свежеиспеченный сенатор Виктор Бондарев сообщил ТАСС о том, что «Скиф» входит в арсенал ВС РФ.
Это чисто российская разработка, созданная на основе идей и эскизов 80-х годов ЦКБ «Рубин» и Центром им. Макеева.

После описания боевых возможностей и особенностей применения ракеты он далее пишет:

Ракета проекта «Скиф» имеет ту самую жидкостную двигательную реактивную установку, которая могла взорваться.
И да, ракеты, разработанные в Государственном ракетном центре имени Макеева, используют гептил, о котором сказано столько слов при обсуждении катастрофы рядом с Неноксой.
И автоматической системе в контейнере, конечно, необходим для поддержания связи, получения сигналов от командования и активации системы тот самый маломощный, абсолютно надежный, работающий многие годы (на боевом дежурстве ракеты стоят годами) радиоизотопный источник электроэнергии, который мог взорваться во время испытаний. И тогда понятно, почему испытания проходили именно на морском полигоне.